# Sebastián Uranga
Pour les articles homonymes, voir Uranga.
Sebastián Uranga, né le 4 janvier 1964, dans la Province d'Entre Ríos en Argentine, est un ancien joueur argentin de basket-ball. 

## Palmarès
- 3e du championnat des Amériques 1993